# Cameron Scott
Cameron Scott (Wagga Wagga, 4 gennaio 1998) è un ciclista su strada e pistard australiano che corre per il team CCACHE x BODYWRAP. Già campione del mondo 2019 di inseguimento a squadre, è professionista su strada dal 2023.

## Palmarès

### Strada
- 2018 (Australian Cycling Academy-Ride Sunshine Coast, due vittorie)

2ª tappa New Zealand Cycle Classic (Masterton > Masterton)
5ª tappa Tour of Qinghai Lake (Longyangxia > Bird Island)
- 2022 (Pro Racing Sunshine Coast, una vittoria)

Memorial Philippe Van Coningsloo
- 2025 (CCACHE x BODYWRAP, una vittoria)

3ª tappa Tour de Gyeongnam (Sacheon > Sacheon)

#### Altri successi
- 2017 (NSWIS - Liebherr)

Saint Kilda CC SuperCrit
Criterium di Burnie
- 2018 (Australian Cycling Academy-Ride Sunshine Coast)

Campionati neozelandesi, Criterium
Saint Kilda CC SuperCrit
Criterium di Burnie
- 2019 (Pro Racing Sunshine Coast)

4ª tappa Tour of the Great South Coast (Naracoorte)
- 2020 (Dilettanti)

3ª tappa Tour de Tweed (Tyalgum)
- 2022 (Pro Racing Sunshine Coast)

2ª tappa Tour of Gippsland (Inverloch)
3ª tappa Tour of Gippsland (Rhyll)
Melbourne to Warrnambool Classic
- 2025 (CCACHE x BODYWRAP)

1ª tappa Q Tour (Brisbane > Brisbane)
2ª tappa Harbour City GP (Cronulla > Cronulla)
3ª tappa Harbour City GP (Pheasant Wood Circuit > Pheasant Wood Circuit)
Classifica generale Harbour City GP

### Pista
- 2014

Campionati oceaniani, Velocità a squadre Juniores (con Conor Rowley e Derek Radzikiewicz)
Campionati oceaniani, Chilometro a cronometro Juniores
- 2017

Sei giorni di Melbourne (con Leigh Howard)
- 2018

3ª prova Coppa del mondo 2018-2019, Inseguimento a squadre (Berlino, con Sam Welsford, Alexander Porter, Leigh Howard e Kelland O'Brien)
Campionati oceaniani, Chilometro a cronometro
Campionati oceaniani, Americana (con Alexander Porter)
- 2019

Campionati del mondo, Inseguimento a squadre (con Leigh Howard, Alexander Porter, Sam Welsford e Kelland O'Brien)
Japan Track Cup, Americana (con Leigh Howard)
Campionati oceaniani, Chilometro a cronometro
- 2025

Campionati oceaniani, Inseguimento a squadre (con Oscar Gallagher, Liam Walsh e Declan Trezise)

## Piazzamenti

### Classiche monumento
- Parigi-Roubaix

2024: fuori tempo massimo

### Competizioni mondiali
- Campionati del mondo su pista

Astana 2015 - Velocità a squadre Junior: 2º
Astana 2015 - Scratch Junior: 9º
Astana 2015 - Chilometro a cronometro Junior: 3º
Aigle 2016 - Velocità a squadre Junior: 2º
Aigle 2016 - Scratch Junior: 20º
Aigle 2016 - Chilometro a cronometro Junior: 4º
Aigle 2016 - Americana Junior: 3º
Pruszków 2019 - Inseguimento a squadre: vincitore
Pruszków 2019 - Chilometro a cronometro: 5º
Berlino 2020 - Inseguimento a squadre: 4º
Berlino 2020 - Chilometro a cronometro: 15º